# بژژنو شلاختسکیه
بژژنو شلاختسکیه (به لهستانی:  Brzeźno Szlacheckie) یک روستا در لهستان است که در گمینا لیپنگتسا واقع شده‌است. بژژنو شلاختسکیه ۵۰۵ نفر جمعیت دارد و ۲۰۰ متر بالاتر از سطح دریا واقع شده‌است.